# Kitsuki
Kitsuki (jap. 杵築市 Kitsuki-shi) – miasto w Japonii, w prefekturze Ōita, w północno-wschodniej części wyspy Kiusiu.
1 października 2005 roku miasteczko Yamaga z powiatu Hayami i wioska Ōta z powiatu Nishikunisaki zostały włączone do miasta Kitsuki.

## Populacja
Zmiany w populacji Kitsuki w latach 1970–2015:
| Rok  | Populacja |
| ---- | --------- |
| 1970 | 38 504    |
| 1975 | 36 299    |
| 1980 | 35 066    |
| 1985 | 34 816    |
| 1990 | 34 095    |
| 1995 | 33 370    |
| 2000 | 33 363    |
| 2005 | 33 567    |
| 2010 | 32 087    |
| 2015 | 30 204    |